# مقبس أم
مقبس أم (بالإنجليزية: Socket M) ويعرف أيضا باسم (mPGA478MT) وهو مقبس أنتجته شركة إنتل عام 2006 لتستخدمه لسلسلة كور في الحواسيب المحمولة. فهي تستخدمه في جميع سلسلة كور، وإضافة إلى ذلك وحدات كزيون ثنائية اللب. وكذلك هو أول مقبس إستخدمته لوحدات كور 2 والتي إستخدمة من بعده مقبس پي. وإن الوحدات المستخدمة له ليس باستطاعتها استخدام المقابس السابقة مثل مقبس 478 ومقبس 479 ووعلى الرغم من أن عدد الإبر هذا المقبس متوافقة مع عدد الإبر في مقبس پي ولكن شركة إنتل غيرة مكان إبرة واحدة لتمنع من استخدام وحدات المعالجة لمقبس أم أن تركب في مقبس پي.